# ثلاثوني الأضلاع
في الهندسة الإقليدية، الثلاثوني هو مضلع له ثلاثون ضلعاً، مجموع قياسات زواياه الداخلية هو 5040°.

## الثلاثوني المنتظم
قياس الزاوية الداخلية فيه تساوي 168°، وقياس الزاوية الخارجية 12°. والثلاثوني هو أكبر مضلع منتظم قياس زاويته الداخلية يساوي مجموع قياسي زاويتين داخليتين لمضلعات منتظمة أضغر: حيث 168° تساوي مجموع 60° (قياس زاوية المثلث المتساوي الأضلاع) مع 108° (قياس زاوية المخمس).

تحسب مساحة الثلاثيني المنتظم ( حيث t=طول الضلع) بالعلاقة:
{\displaystyle A={\frac {15}{2}}t^{2}\cot {\frac {\pi }{30}}={\frac {15}{2}}t^{2}({\sqrt {23+10{\sqrt {5}}+2{\sqrt {3(85+38{\sqrt {5}})}}}})={\frac {15}{4}}t^{2}({\sqrt {15}}+3{\sqrt {3}}+{\sqrt {2}}{\sqrt {25+11{\sqrt {5}}}})}

وبقيمة تقريبية: {\displaystyle A\simeq 71.3577t^{2}}

طول نصف قطر الدائرة المحاطة r هو:

{\displaystyle r={\frac {1}{2}}t\cot {\frac {\pi }{30}}={\frac {1}{4}}t({\sqrt {15}}+3{\sqrt {3}}+{\sqrt {2}}{\sqrt {25+11{\sqrt {5}}}})}

طول نصف قطر الدائرة المحيطة R هو: 

{\displaystyle R={\frac {1}{2}}t\csc {\frac {\pi }{30}}={\frac {1}{2}}t(2+{\sqrt {5}}+{\sqrt {15+6{\sqrt {5}}}})} 

### الرسم
بما أن 30 = 2 × 3 × 5 فإن الثلاثيني المنتظم مضلع قابل للإنشاء بإنشاءات الفرجار والمسطرة.

## مضلعات بيتري
يذكر كوكستر أن كل منطقة زونوغون (مضلع طوله 2 متر وجوانبه المتقابلة متوازية ومتساوية الطول) يمكن تشريحها إلى متوازي أضلاع m(m-1)/2.[4] وينطبق هذا على وجه الخصوص على المضلعات المنتظمة ذات الأضلاع العديدة بالتساوي، وفي هذه الحالة تكون متوازيات الأضلاع كلها معينية. بالنسبة للثلاثي الأضلاع العادي، m=15، يمكن تقسيمه إلى 105: 7 مجموعات من 15 معينًا. يعتمد هذا التحلل على إسقاط مضلع بيتري لـ 15 مكعبًا.
The regular triacontagon is the Petrie polygon for three 8-dimensional polytopes with E8 symmetry, shown in orthogonal projections in the E8 Coxeter plane. It is also the Petrie polygon for two 4-dimensional polytopes, shown in the H4 Coxeter plane.
| E8  | E8  | E8  | H4       | H4           |
| --- | --- | --- | -------- | ------------ |
| 421 | 241 | 142 | 120-cell | ذو 600 خلية ‏ |

The regular triacontagram {30/7} is also the Petrie polygon for the great grand stellated 120-cell and grand 600-cell.